# Tobias Schuffenhauer
Tobias Egbert August Emmanuel Schuffenhauer (* 15. September 1982 in Leverkusen) ist ein deutscher Radioredakteur, Moderator sowie Hörbuch- und Hörspielsprecher. Darüber hinaus ist er auch als Autor für die neuen Bücher und Hörspiele der deutschen christlichen Jugendserie 5 Geschwister zuständig. Weiterhin ist Schuffenhauer Gründer und Geschäftsführer der Wetzlarer Audioproduktionsfirma TOS-hörfabrik, die er zusammen mit seinem Kollegen und Regisseur Tobias Schier betreibt.

## Leben
Tobias Schuffenhauer wuchs in Leverkusen auf und besuchte bis zur zehnten Klasse die Marienschule Opladen. Im Jahr 1998 zog er nach Gießen, wo er 2002 auf der August-Hermann-Francke-Schule sein Abitur bestand. Schon während seiner Schulzeit war er Teil der "Radio-Talente", die heute immer noch als "radio-starter" weiterlaufen. Er schloss ein Studium der Musikwissenschaften an der Justus-Liebig-Universität in Gießen an, das er nach zwei Semestern abbrach. Anschließend fing er als Volontär bei ERF Medien e.V. in Wetzlar an. Er war im Jahr 2004 maßgeblich für den Aufbau des Jugendradios CrossChannel.de zuständig, das 2014, dann unter seiner Leitung, eingestellt wurde. Danach war er als Ressortleiter Programmentwicklung für den Relaunch von ERF Pop zuständig. 2015 übernahm er schließlich als Leiter den Sender ERF Plus. Seit 2012 ist er verheiratet und lebt in der Nähe von Wetzlar in Mittelhessen.

## Hörspiele
Im Jahr 2007 gründete Schuffenhauer mit seinem Kollegen Tobias Schier die Audioproduktionsfirma TOS-hörfabrik. Im Eigenverlag brachten sie sechs Folgen der Kinderkrimi-Serie Die Junior-Detektive heraus, bei denen er auch die Rolle des Johannes Jeckenrad spricht, sowie diverse Hörspiele für Erwachsene, in denen er ebenfalls in einigen Nebenrollen zu hören ist. Ebenso produzierten sie zahlreiche Hörbücher für Gerth Medien und den Brunnen Verlag (John Eldredge).
Daraufhin wurde der Verlag Gerth Medien auch für Hörspiele auf sie aufmerksam und brachte im Jahr 2014 zwei neue Geschichten der 5 Geschwister heraus, die in den 1980er Jahren von Dieter B. Kabus erfunden worden waren. Die erste Folge "Im mysteriösen Leuchtturm" ist seitdem über 10.000 Mal (Stand Frühjahr 2016) verkauft worden und fand in der Presse Beachtung. Seit dem Jahr 2015 erscheinen im Jahr drei neue Folgen, die von dem Autorenduo Tobias Schuffenhauer und Tobias Schier geschrieben werden. Seit 2019 bringen die beiden Kriminalhörspiele für Erwachsene heraus unter der Reihe „Young & Grace“.
Tobias Schuffenhauer präsentiert jedes neue Hörspiel im Rahmen einer Record-Release Party – oder eines Public-Listenings.

## Bücher und Live-Lesungen
Im Jahr 2016 sind die ersten beiden neuen Geschichten der 5 Geschwister auch als Bücher bei Gerth Medien erschienen. Weitere sind für den Sommer angekündigt.
Im Rahmen der Veröffentlichung planen die Autoren auch Live-Lesungen anzubieten. So sind sie beim Gemeindeferienfestival Spring in Willingen im April 2016 und präsentieren dort die Bücher mit einer Mischung aus Lesung, Live-Musik und interaktiven Elementen.

## Sprecher
Als Hörbuchsprecher interpretierte Schuffenhauer u. a. das Buch Nach dem Amen bete weiter (SCM-Hänssler) von dem inzwischen verstorbenen Autor Hans Peter Royer. Ebenso lieh er seine Stimme dem stummen Jungautor Raphael Müller für das Buch Ich fliege mit zerrissenen Flügeln. Ebenso ist er in der interaktiven APP Bibel App für Kids als deutscher Hauptsprecher zu hören.
In der DVD-Produktion Patterns of evidence ist er in der deutschen Version ebenfalls als Sprecher zu hören.

## Coach
Seit dem Jahr 2021 ist Tobias Schuffenhauer als Coach für Hörspielproduktion und Scripting bei master music - Die Online Musik Akademie tätig.

## Sänger und Komponist
Als Sänger ist Tobias Schuffenhauer auf zahlreichen Kinderproduktionen vertreten, wie beispielsweise bei der Reihe Einfach Spitze oder im Chor Perspektiven.
Außerdem komponierte er zu Ostern 2014 ein Passions-Oratorium für vierstimmigen Chor, das in der FeG Wetzlar Karfreitag uraufgeführt wurde.

## Werke

### Die Junior-Detektive
| Band | Titel                                               | Jahr |
| ---- | --------------------------------------------------- | ---- |
| 1    | Die Junior-Detektive und der Komabomber             | 2008 |
| 2    | Die Junior-Detektive – See der Täuschung            | 2009 |
| 3    | Die Junior-Detektive – Insel des Wahnsinns (Teil 1) | 2011 |
| 4    | Die Junior-Detektive – Insel des Wahnsinns (Teil 2) | 2012 |
| 5    | Die Junior-Detektive und die Spargel-Gala           | 2012 |
| 6    | Die Junior-Detektive – Spuk im Mädcheninternat      | 2015 |

### Die 5 Geschwister Hörspiele
| Band | Titel                                             | Jahr |
| ---- | ------------------------------------------------- | ---- |
| 11   | Die 5 Geschwister im mysteriösen Leuchtturm       | 2014 |
| 12   | Die 5 Geschwister im verbotenen Grab              | 2014 |
| 13   | Die 5 Geschwister und die vergessene Insel        | 2015 |
| 14   | Die 5 Geschwister im unterirdischen Labyrinth     | 2015 |
| 15   | Die 5 Geschwister – Gefahr auf dem Jahrmarkt      | 2015 |
| 16   | Die 5 Geschwister auf dem düsteren Landgut        | 2016 |
| 17   | Die 5 Geschwister und der verborgene Gegenspieler | 2016 |
| 18   | Die 5 Geschwister – Luthers Vermächtnis           | 2016 |
| 19   | Die 5 Geschwister – Der Schatten im ewigen Eis    | 2017 |
| 20   | Die 5 Geschwister – Angriff auf die Sternwarte    | 2017 |
| 21   | Die 5 Geschwister – Falsches Spiel zu Weihnachten | 2017 |
| 22   | Die 5 Geschwister – Im Wilden Westen              | 2018 |
| 23   | Die 5 Geschwister – Symphonie des Schreckens      | 2018 |
| 24   | Die 5 Geschwister – Im Netz der Spinne            | 2018 |
| SE   | Die 5 Geschwister – Verschollen im Fernost        | 2019 |
| 25   | Die 5 Geschwister – Zurück in die Steinzeit       | 2019 |
| 26   | Die 5 Geschwister – Das Gold des Piraten          | 2020 |
| 27   | Die 5 Geschwister – Jagd im Hotel                 | 2020 |
| 28   | Die 5 Geschwister – Tappen im Dunkeln             | 2020 |
| 29   | Die 5 Geschwister – Das Wunder von Rio            | 2021 |

### Die 5 Geschwister Bücher
| Band | Titel                       | Jahr |
| ---- | --------------------------- | ---- |
| 11   | Im mysteriösen Leuchtturm   | 2016 |
| 12   | Im verbotenen Grab          | 2016 |
| 13   | Auf der vergessenen Insel   | 2016 |
| 14   | Im unterirdischen Labyrinth | 2016 |
| 15   | Gefahr auf dem Jahrmarkt    | 2017 |
| 16   | Auf dem düsteren Landgut    | 2017 |

### Young & Grace Hörspiele
| Band | Titel                                      | Jahr |
| ---- | ------------------------------------------ | ---- |
| 1    | Young & Grace – Mörderisches Spiel         | 2019 |
| 2    | Young & Grace – Das Geheimnis des Generals | 2019 |
| 3    | Young & Grace – Tote reden nicht           | 2019 |
| 4    | Young & Grace – Tödliches Kunstwerk        | 2020 |